# Roope Tonteri
Roope Tonteri (Valkeala, 18 marzo 1992) è un ex snowboarder finlandese.

## Biografia
Specialista di big air, halfpipe, slopestyle, ha esordito in Coppa del Mondo di snowboard il 5 gennaio 2008 a Graz, in Austria.

## Palmarès

### Mondiali
- 4 medaglie:
  - 3 ori (slopestyle, big air a Stoneham 2013; big air a Kreischberg 2015)
  - 1 argento (slopestyle a Kreischberg 2015)

### Coppa del Mondo
- Miglior piazzamento nella Coppa del Mondo generale di freestyle: 6º nel 2013
- Miglior piazzamento nella Coppa del Mondo di big air: 4º nel 2013 e nel 2017
- Miglior piazzamento nella Coppa del Mondo di slopestyle: 7º nel 2013
- Miglior piazzamento nella Coppa del Mondo di halfpipe: 86º nel 2013
- 3 podi:
  - 1 vittoria
  - 2 secondi posti

#### Coppa del Mondo - vittorie
| Data            | Luogo           | Paese    | Disciplina |
| --------------- | --------------- | -------- | ---------- |
| 3 dicembre 2016 | Mönchengladbach | Germania | BA         |

Legenda:

BA = Big air